# Блок национальных меньшинств

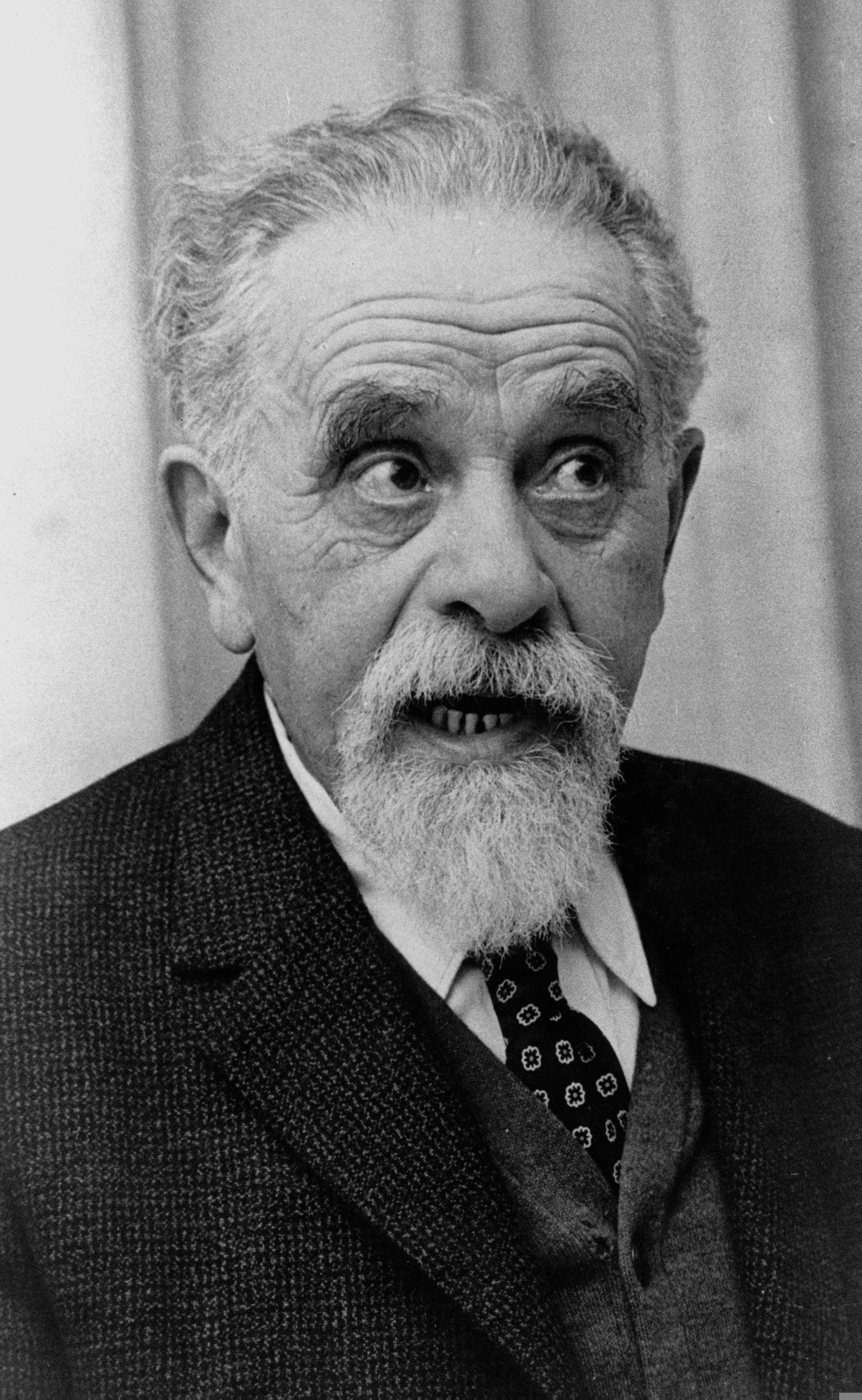
Ицхак Гринбойм — основатель БНМ

Блок национальных меньшинств (пол. Blok Mniejszości Narodowych) — блок политических партий Второй Речи Посполитой, которая представляла национальные меньшинства Польши, прежде всего украинцев, белорусов, евреев и немцев.
Существовал с 1922 до 1930 гг. Учредитель — польско-еврейский политик Ицхак Гринбойм.
В блок входили организации «Мизрахи», «Хитахдут», Немецкая партия (в Великопольше, Поморье и Верхней Силезии объединила местные секции Немецкой демократической партии, Немецкой народной партии и Немецкой национальной народной партии), Украинский крестьянский союз, Украинское национально-демократическое объединение и некоторые белорусские партии
На выборах в Сейм в 1922 году Блок получил 19,5 % голосов (66 депутатских мандатов), и стал второй по величине партией парламента.
На выборах 1928 года за блок проголосовало 12,6 % (по другим данным — 14 %) и он получил 55 депутатских мандатов.
Блок принял участие в выборах 1930 года, но набрал лишь 3 % голосов и был вскоре распущен.